# Rijmenam
Rijmenam är en ort i Belgien.   Den ligger i provinsen Antwerpen och regionen Flandern, i den centrala delen av landet, 23 km nordost om huvudstaden Bryssel. Rijmenam ligger 5 meter över havet och antalet invånare är 5 619.
Terrängen runt Rijmenam är mycket platt. Runt Rijmenam är det tätbefolkat, med 493 invånare per kvadratkilometer.. Närmaste större samhälle är Mechelen, 7,9 km väster om Rijmenam. 
Runt Rijmenam är det i huvudsak tätbebyggt.